# Titanoeca schineri
Espèce
Titanoeca schineri est une espèce d'araignées aranéomorphes de la famille des Titanoecidae.

## Distribution
Cette espèce se rencontre en zone paléarctique.

## Description
Les mâles mesurent de 4,5 à 5,5 mm et les femelles de 4,5 à 8,2 mm

## Étymologie
Cette espèce est nommée en l'honneur d'Ignaz Rudolph Schiner.

## Publication originale
- L. Koch, 1872 : Über die Spinningattung Titanoeca Thor. Abhandlungen der Naturhistorischen Gesellschaft zu Nürnberg, vol. 5, p. 153-170 (texte intégral).